# György Festetics

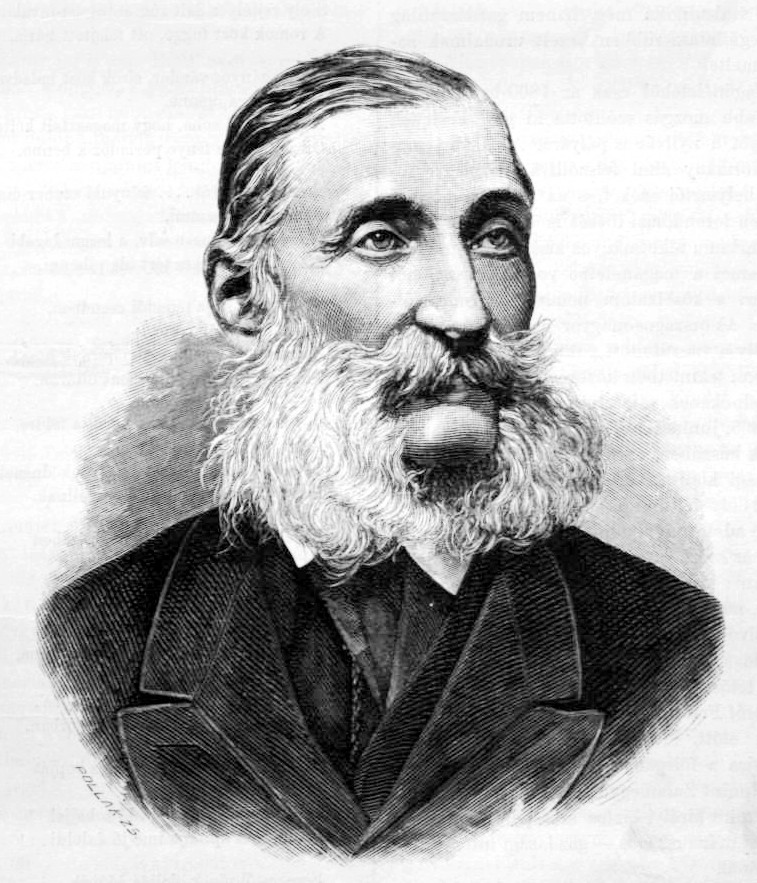
Graaf György Festetics

Graaf György László Festetics de Tolna (Wenen, 23 april 1815 – aldaar, 12 februari 1883) was een Hongaars edelman en politicus, die van 1867 tot 1871 minister naast de Koning was.

## Biografie
Hij stamde uit het Hongaarse adelsgeslacht Festetics de Tolna en was de zoon van graaf László Festetics de Tolna (1785–1846) en prinses Josefine van Hohenzollern-Hechingen (1790-1856), een dochter van Herman Frederik Otto van Hohenzollern-Hechingen.
Na zijn studies trad hij in het leger, dat hij in 1849 verliet als luitenant-kolonel, om zich toe te leggen op het beheer van zijn landgoederen. In 1860 werd hij oppergespan van het comitaat Vas. Festetics werd in 1861 een lid van het Magnatenhuis, het Hongaarse hogerhuis. In 1865 werd hij ook oppergespan van het comitaat Zala. Het jaar daarop werd hij lid van de raad van bestuur van de Hongaarse Academie van Wetenschappen. Na de Ausgleich tussen Hongarije en Oostenrijk in 1867 werd Festetics aangesteld tot minister naast de Koning, de Hongaarse minister van Buitenlandse Zaken aan het hof in Wenen. Hij was de eerste die dit ambt uitoefende.
Hij was getrouwd met gravin Eugénia Erdődy de Monyorókerék et Monoszló (1826-1894). Hun zoon Tasziló Festetics werd de eerste vorst Festetics.